# Levoamphetamin
Levoamphetamin [note 1] là một hệ thống thần kinh trung ương (CNS) kích thích được biết đến để tăng sự tỉnh táo và tập trung gắn với giảm cảm giác ngon miệng và mệt mỏi. Các loại dược phẩm có chứa levoamphetamin hiện được chỉ định và kê đơn để điều trị rối loạn tăng động giảm chú ý (ADHD), béo phì và chứng ngủ rũ ở một số quốc gia.
Levoamphetamin là đồng phân lập thể bậc thang của phân tử amphetamin.

## Hóa học
Levoamphetamin là đồng phân lập thể bậc thang của phân tử amphetamin. Racph amphetamin chứa hai chất đồng phân quang học là dextroamphetamin và levoamphetamin.

## Công thức

### Bệnh amphetamin
Là người đầu tiên cấp bằng sáng chế amphetamin thương hiệu, Benzedrine, là một racemic (ví dụ, các bộ phận tương đương) hỗn hợp của các căn cứ miễn phí hoặc các muối sulfat của cả hai enantiomers amphetamin (levoamphetamin và dextroamphetamin) đã được giới thiệu trong Hoa Kỳ vào năm 1934 như một ống hít để điều trị nghẹt mũi. Sau đó, người ta đã nhận ra rằng thuốc đối kháng amphetamin có thể điều trị bệnh béo phì, chứng ngủ rũ và ADHD. Do tác dụng hệ thần kinh trung ương lớn hơn của thuốc đồng hóa dextrorotatory (tức là dextroamphetamin), được bán dưới dạng Dexedrine, đơn thuốc của nhãn hiệu Benzedrine đã giảm và cuối cùng đã bị ngưng sử dụng. Tuy nhiên, vào năm 2012 racemic sulfate amphetamin được giới thiệu lại là thương hiệu Evekeo.

### Adderall
Adderall là một loại dược phẩm amphetamin có chứa 25% muối levoamphetamin.

### Evekeo
Evekeo là một loại thuốc được FDA phê chuẩn có chứa racemia amphetamin sulfate (nghĩa là 50% levoamphetamin sulfate và 50% dextroamphetamin sulfat). Nó được phê duyệt để điều trị chứng ngủ rũ, ADHD và béo phì ngoại sinh.

### Khác
Sản phẩm sử dụng cơ sở amphetamin hiện được bán trên thị trường. Dyanavel XR, một dạng huyền phù lỏng đã có sẵn vào năm 2015, và chứa khoảng 24% levoamphetamin. Adzenys XR, một viên thuốc hòa tan bằng miệng đã xuất hiện trên thị trường vào năm 2016 và chứa 25% levoamphetamin.
L-Amphetamin succinate đã được bán ở Hungary trong khoảng thời gian từ 1952 đến 1955 với thương hiệu Cydril.